# Knut Binting
Knut Binting (* 1956) ist ein ehemaliger deutscher Radrennfahrer und nationaler Meister im Radsport.

## Sportliche Laufbahn
Sein erster größerer Erfolg war der Sieg bei den nationalen Meisterschaft im Punktefahren 1981. Den 2. Platz bei der deutschen Meisterschaft auf der Bahn in der Mannschaftsverfolgung erreichte er 1978 mit der RSG Böblingen. Ein Jahr später gewann er dann mit seinem Team das Meisterschaftsrennen vor der RSG Wiesbaden. Von 1980 bis 1982 gewann er jeweils die Bronzemedaille in dieser Disziplin. Einen weiteren nationalen Meistertitel gewann er 1980 mit Roland Weissinger im Zweier-Mannschaftsfahren. Ab 1979 war er auch Mitglied der deutschen Bahn-Nationalmannschaft.